# Lailly-en-Val
Lailly-en-Val je francouzská obec v departementu Loiret v regionu Centre-Val de Loire. V roce 2012 zde žilo 2 811 obyvatel.

## Poloha
Obec leží u hranic departementu Loiret a departementem Loir-et-Cher. Sousední obce jsou: Baule, Beaugency, Dry, Jouy-le-Potier, Ligny-le-Ribault, Saint-Laurent-Nouan (Loir-et-Cher).

## Vývoj počtu obyvatel
Počet obyvatel